# Hermann Amandus Schwarz
Pour les articles homonymes, voir Schwarz.
Ne pas confondre avec le mathématicien Laurent Schwartz.
Hermann Amandus Schwarz (né le 25 janvier 1843 à Hermsdorf, arrondissement de Glogau en province de Silésie et mort le 30 novembre 1921 à Berlin) est un mathématicien allemand. Ses travaux sont marqués par une forte interaction entre l'analyse et la géométrie.

## Biographie

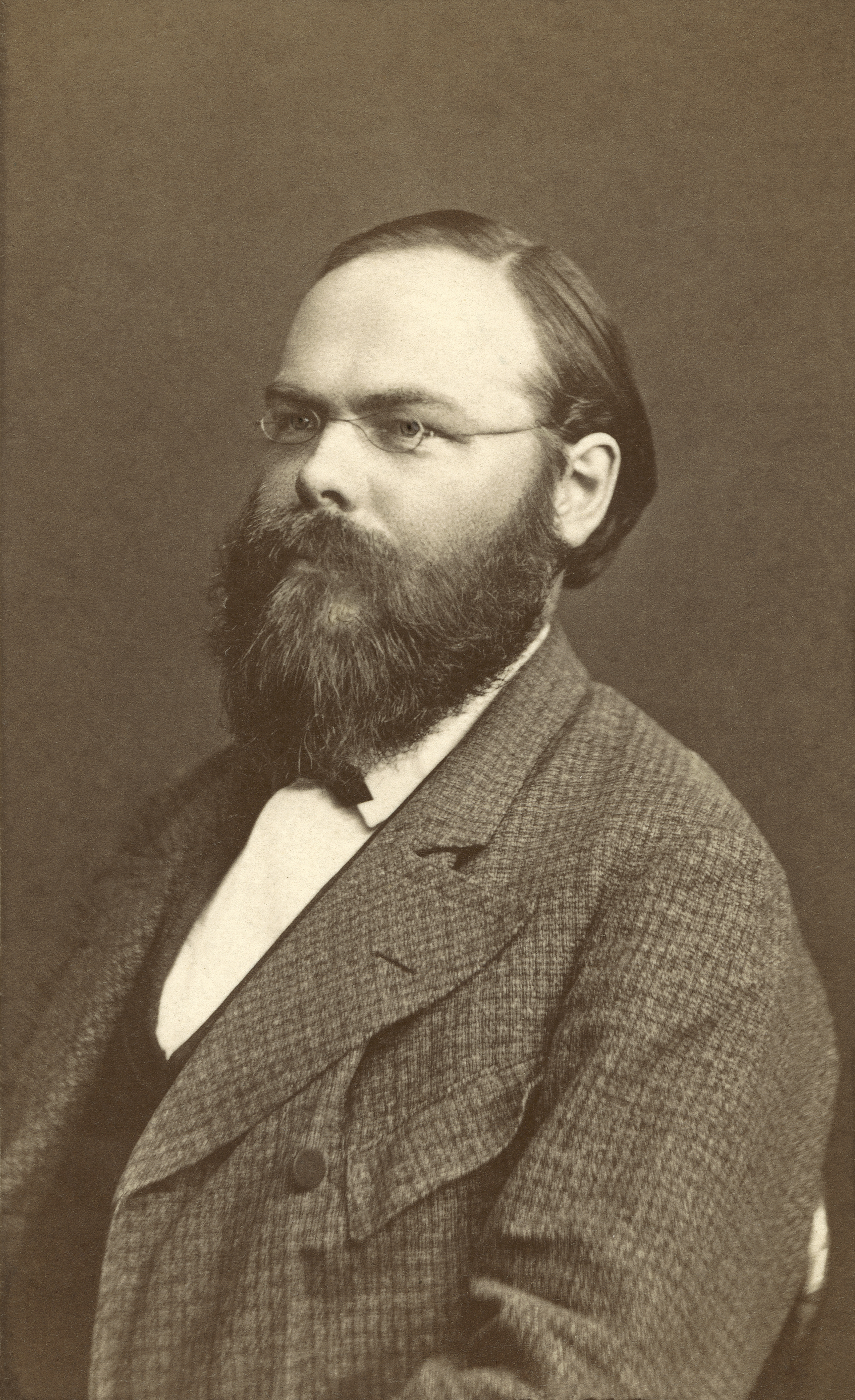
Hermann Amandus Schwarz, un portrait de Louis Zipfel, vers 1890.

Élève de Karl Weierstrass, les notes de cours qu'il prend en 1861 contribuent à propager les idées de Weierstrass en Italie et en France. Il produit une étude détaillée du théorème de l'application conforme, énoncé quelques années auparavant par Riemann, et montre son application à la transformation conforme d'un carré en cercle. Ces recherches l'amènent à formuler le principe de symétrie qui porte son nom.
Il travaille à Halle, à Göttingen puis à Berlin, sur des sujets allant de l'analyse réelle et complexe à la géométrie différentielle, en passant par le calcul des variations.